# Berza gaditana
Dans la province de Cadix, berza (chou) est le nom donné à un ragoût ou pot-au-feu typique de la région, avec de nombreuses variantes dans chaque région de la province elle-même. Populairement, il est connu sous le nom de berza jerezana, également appelé « chou gitan » en raison de son lien traditionnel avec la cuisine gitane.

## Origines
Il s'agit d'un plat d'origine paysanne, dont les principales racines se trouvent dans la campagne de Jerez, traditionnellement liée à la cuisine gitane.

## Ingrédients
Le berza contient des légumineuses comme les pois chiches, les haricots blancs, les fèves ou les petits pois, et tous les accompagnements, le porc et ses dérivés (boudin noir, chorizo, jambon ou jowl) qui lui donnent une partie de sa saveur et de sa consistance particulières. Il contient également des légumes, tels que le chou, le cardon, le tagarnin et les blettes.
Il existe trois principaux types de choux dans la région : le céleri, les cardons et les blettes.

## Consommation
Il peut être mangé ensemble ou en deux plats. Dans ce cas, on mange d'abord les légumes secs et les légumes, qui varient selon la saison, et les produits à base de viande, appelés pringá, sont consommés en second plat. Ce plat est traditionnellement consommé avec du pain et peut également être utilisé pour des sandwichs.
Le chou est principalement préparé pendant les mois les plus froids de l'année, en automne, en hiver et au printemps, car c'est un plat chaud et en raison de la valeur calorique de son apport. 